# Лумінішу
Лумінішу (рум. Luminișu) — село у повіті Селаж в Румунії. Входить до складу комуни Ілянда.
Село розташоване на відстані 377 км на північний захід від Бухареста, 46 км на північний схід від Залеу, 65 км на північ від Клуж-Напоки.

## Населення
За даними перепису населення 2002 року у селі проживали 122 особи, усі — румуни. Усі жителі села рідною мовою назвали румунську.